# Music and Me (canción)
«Music and Me» es un sencillo lanzado en 1973 por Michael Jackson con la discográfica Motown Records. Alcanzó el n.º 34 en la lista de sencillos de Holanda y el n.º 49 en Turquía.

## Posicionamiento
| Lista (1973)          | Posición más alta |
| --------------------- | ----------------- |
| Holland Singles Chart | 34                |
| Turkey Singles Chart  | 49                |

## Créditos
- Voz y coros de Michael Jackson.
- Coros adicionales por una variedad de cantantes.
- Instrumentación por diversos músicos de Los Ángeles.
- Otras voces de fondo por Marlon Jackson y Jackie Jackson.[1]